# La Lupa (cantante suiza)
La Lupa es una cantante e intérprete suiza conocida en la región de Alpes por sus presentaciones emotivas, vívidas, que ella enlaza junto con variedad de elementos tales como canciones folclóricas italianas, música clásica, poesía y modismos dialectales, vestida en trajes sofisticados y coloridos, adornados con sombreros imaginativos. Su perfil artístico ha recibido atención amplia en medios de comunicación suizos. Un documental sobre su vida, dirigido por Lucienne Lanaz, fue producido en 1999. Entrevistas con la artista se encuentran en línea en Neue Zürcher Zeitung (2018) y la Radio Nacional italiana (2021) .

## Biografía
Nació como Maryli Maura Marconi en el Onsernone valle en el lado de Ticino, el 9 de febrero de 1947. Fue apodada   La Lupa (la loba) cuándo adolescente y ha mantenido este como su nombre artístico. Cuándo tenía 20 años,  fue a Zúrich, donde aún vive.

## Carrera

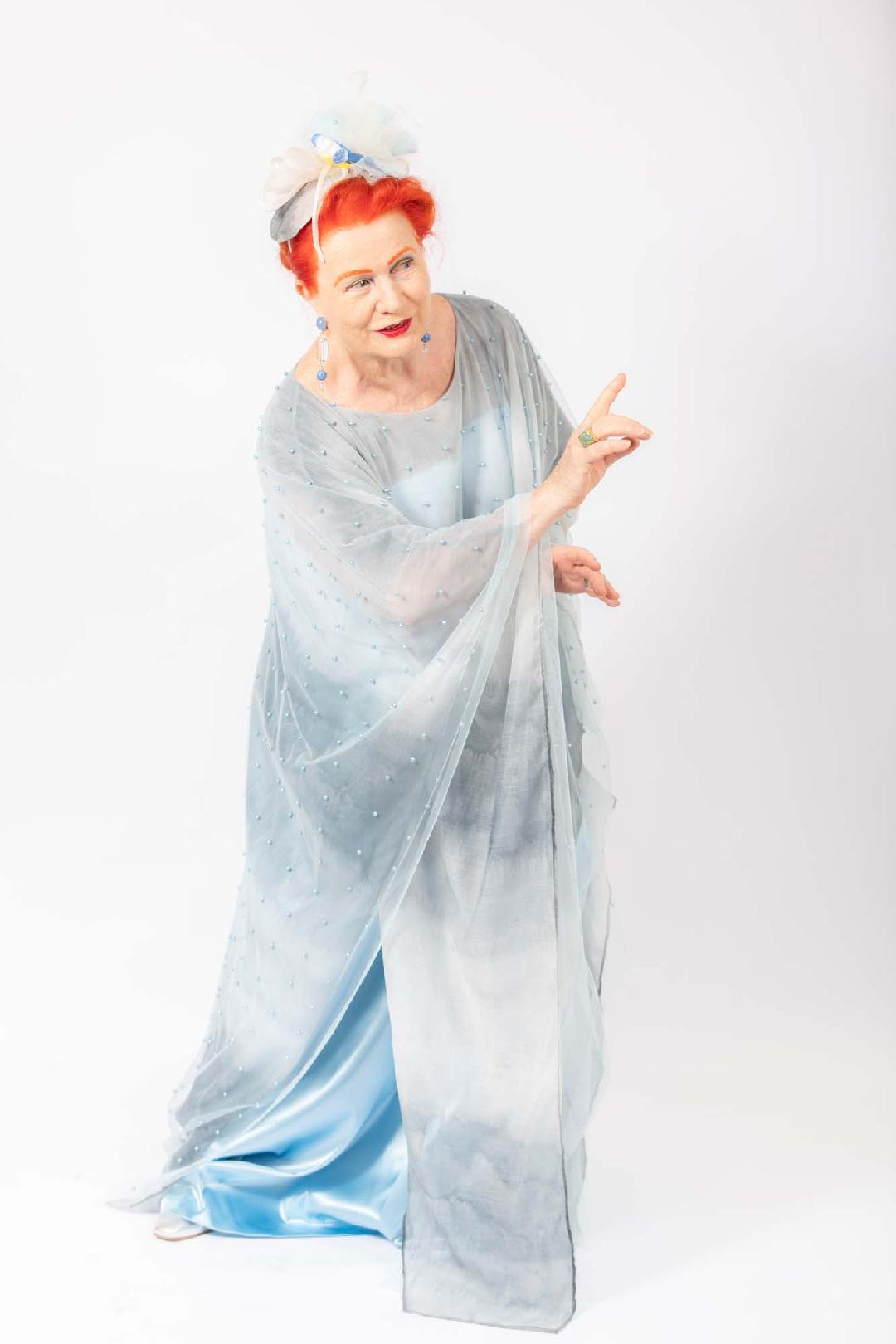
La Lupa, cantante suiza

Su primera aparición pública ocurrió en 1980, cuándo actuó en el papel principal de la presentación al aire libre "Der Suppastai" con el cantante y compositor Walter Liethaof en el Arcas-Platz de Chur, lado suizo del cantón de Grisons. Desde entonces,  ha producido alrededor de dos docenas de programas, a menudo presentados en espacios de Zúrich como el Kunsthaus y el Teatro Stock, acompañada en el escenario por los músicos Fortunat Frölich, Fabian Müller y Hieronymus Schädler, bajo la dirección del músico polaco Michal Ratynski.
Sus producciones y grabaciones de audio incluyen versiones musicales de obras de poetas como Danta Alighieri, Kahlil Gibran, Guillaume Apollinaire, Angelo Poliziano, Rabindranath Tagore, Hildegard von Bingen, Pablo Neruda, Federico García Lorca, Francesco Petrarca, Salvatore Quasimodo, Friedrich Schiller, Biagio Marin, y Fernando Pessoa.
Realizó una visita a EE. UU. en 1993, durante la cual actuó en Nueva York y Washington, y también tuvo presentaciones rendimientos en Estocolmo, París, Kiev, Napoli, Venice, Cairo y Ámsterdam. En 1992 actuó en la EXPO'92 de Sevilla. "Frescura, fusión de alma y corazón, ingenuidad, y riqueza cultural yuxtapuestas" son rasgos mencionados por comentaristas para describir el arte de La Lupa. Para La Lupa, la definición propia de felicidad es: "la felicidad es cuándo la lucha por la vida se convierte en el baile de la vida."

## Grabaciones
- Con Malizia E Passione (LP, Álbum); Folk, Mundo, & País;  Zytglogge, ZYT 240, 1982.[15]

- Cammino E Canto (LP); Jazz, Rock, Pop,  Contrabass - Fumio Shirato, Saxófono, Flauta - Mario Giovanoli, Violín - Urs Walker, Vocals - La Lupa; Zytglogge, ZYT 250, 1984.[15]

- L'Amor Che Si Consuma (LP, CD); Folk, Mundo, & País; Cello - Fortunat Frölich, Viola Urzli Senn, Acordeón/de Clarinete - Hans Hassler, Vocals - La Lupa; Zytglogge, ZYT 265, 1988.[15]

- Poesie E Canzoni (CD, Álbum); Folk, Mundo, & País, Viola - Urzli Senn, Vocals - La Lupa; Zytglogge, ZYT 4297, 1993.[15]

- La Gira La Röda - Grazie Alla Vita, Folk, Mundo, & País, Viola-Urzli Senn, Violoncello-Fortunat Frölich, Vocals-La Lupa; (CD, Álbum), Zytglogge, ZYR 4540, 1995.[15]

- L'Odore Di Libertà (CD, Álbum), Folk, Mundo, & País; Cellos - Fabian Müller, Fortunat Frölich, Vocals @– La Lupa; Jecklin Nota Roja, JC 106-2, 1996.[15]

- Amor (CD, Álbum);  Clásico, Folk, Mundo, & País;  Saxófono - Harry Kinross White, Cello/arreglos - Fabian Müller, Vocals - La Lupa; MGB, CD 6188, 2002.[15]

## Publicaciones
- Schmid, Silvana (c 2011), Die Stimme der Wölfin (La voz de La Lupa), fotos por Gitty Darugar, publicados por Limmat Verlag, Zürich. ISBN <bdi id="mwkg">978-3-85791-632-8</bdi>. OCLC 724772627[16]
- Película documental sobre La Lupa por Lucienne Lanaz(1999): LA LUPA - Grazie alla vita.[8]